# C+C Music Factory
C+C Music Factory war ein Dance-Music-Projekt, zwischenzeitlich auch als  Clivilles + Cole unterwegs, das mit Gonna Make You Sweat (Everybody Dance Now) im Jahre 1990 einen Welthit hatte. Das Akronym „C+C“ im Namen steht für die Nachnamen der beiden Produzenten Robert Clivillés und David B. Cole, die im Jahre 1989 das Projekt gründeten und die Sänger unter Vertrag nahmen.

## Geschichte
Die Aufnahme des ersten Albums Gonna Make You Sweat erfolgte im Jahr 1990. Durch die Stimme des Rappers Freedom Williams schafften es die beiden Produzenten Clivillés und Cole, Hip-Hop und Clubsound zu verschmelzen, was den Erfolg des Albums ausmachte. Die drei Hitsingles Gonna Make You Sweat (Everybody Dance Now), Here We Go und Things That Make You Go Hmmmm… waren weltweit auf den vorderen Plätzen der Charts im Jahr 1991. Nach diesem Erfolg verließ Freedom Williams das Projekt, um eine Solokarriere zu starten, was eher erfolglos verlief. Clivillés und Cole veröffentlichten ihre größten Remixe anderer Künstler (u. a. mit Pride der irischen Rockband U2). Ihr zweites Album veröffentlichten sie im Sommer 1994 unter dem Titel Anything Goes!, welches nicht so erfolgreich war wie der Vorgänger, da eine richtige Hitsingle fehlte. Das war das letzte Album der beiden, da David B. Cole am 24. Januar 1995 an Meningitis starb.

## Mitglieder
- Robert Clivillés (Produzent)
  - Robert Manuel Clivillés (* 30. August 1964 in New York) ist puerto-ricanischer Abstammung.

- David B. Cole (Produzent)
  - David B. Cole (* 3. Juni 1962 in Johnson City, Tennessee; † 24. Januar 1995 in New York) verstorben an Meningitis.

- Freedom Williams (Rapper)
- Martha Wash (voc)
- Deborah Cooper (voc)
- Zelma Davis (voc)

## Diskografie

### Studioalben
| Jahr | Titel                | Höchstplatzierung, Gesamtwochen, AuszeichnungChartplatzierungen (Jahr, Titel, Platzierungen, Wochen, Auszeichnungen, Anmerkungen) | Höchstplatzierung, Gesamtwochen, AuszeichnungChartplatzierungen (Jahr, Titel, Platzierungen, Wochen, Auszeichnungen, Anmerkungen) | Höchstplatzierung, Gesamtwochen, AuszeichnungChartplatzierungen (Jahr, Titel, Platzierungen, Wochen, Auszeichnungen, Anmerkungen) | Höchstplatzierung, Gesamtwochen, AuszeichnungChartplatzierungen (Jahr, Titel, Platzierungen, Wochen, Auszeichnungen, Anmerkungen) | Höchstplatzierung, Gesamtwochen, AuszeichnungChartplatzierungen (Jahr, Titel, Platzierungen, Wochen, Auszeichnungen, Anmerkungen) | Anmerkungen                             |
| Jahr | Titel                | DE | AT | CH | UK | US | Anmerkungen                             |
| ---- | -------------------- | --- | --- | --- | --- | --- | --------------------------------------- |
| 1990 | Gonna Make You Sweat | DE30 (17 Wo.)DE | AT26 (6 Wo.)AT | CH13 (12 Wo.)CH | UK8 Gold · (13 Wo.)UK | US2 ×5Fünffachplatin · (85 Wo.)US                                                                                                 | Erstveröffentlichung: 13. Dezember 1990 |
| 1994 | Anything Goes!       | — | — | CH46 (2 Wo.)CH | — | US106 (9 Wo.)US | Erstveröffentlichung: 9. August 1994    |
| 1995 | C+C Music Factory    | — | — | — | — | — | Erstveröffentlichung: 5. Dezember 1995  |

### Kompilationen
- 1995: Ultimate

### Remixalben
| Jahr | Titel                     | Höchstplatzierung, Gesamtwochen, AuszeichnungChartplatzierungen (Jahr, Titel, Platzierungen, Wochen, Auszeichnungen, Anmerkungen) | Höchstplatzierung, Gesamtwochen, AuszeichnungChartplatzierungen (Jahr, Titel, Platzierungen, Wochen, Auszeichnungen, Anmerkungen) | Anmerkungen                                                 |
| Jahr | Titel                     | UK | US | Anmerkungen                                                 |
| ---- | ------------------------- | --- | --- | ----------------------------------------------------------- |
| 1992 | Greatest Remixes Volume 1 | UK45 (1 Wo.)UK | US87 (9 Wo.)US | Erstveröffentlichung: 11. Februar 1992 als Clivilles + Cole |

### Singles
| Jahr | Titel Album                                                                           | Höchstplatzierung, Gesamtwochen, AuszeichnungChartplatzierungen (Jahr, Titel, Album, Platzierungen, Wochen, Auszeichnungen, Anmerkungen) | Höchstplatzierung, Gesamtwochen, AuszeichnungChartplatzierungen (Jahr, Titel, Album, Platzierungen, Wochen, Auszeichnungen, Anmerkungen) | Höchstplatzierung, Gesamtwochen, AuszeichnungChartplatzierungen (Jahr, Titel, Album, Platzierungen, Wochen, Auszeichnungen, Anmerkungen) | Höchstplatzierung, Gesamtwochen, AuszeichnungChartplatzierungen (Jahr, Titel, Album, Platzierungen, Wochen, Auszeichnungen, Anmerkungen) | Höchstplatzierung, Gesamtwochen, AuszeichnungChartplatzierungen (Jahr, Titel, Album, Platzierungen, Wochen, Auszeichnungen, Anmerkungen) | Anmerkungen                                                              |
| Jahr | Titel Album                                                                           | DE | AT | CH | UK | US | Anmerkungen                                                              |
| ---- | ------------------------------------------------------------------------------------- | --- | --- | --- | --- | --- | ------------------------------------------------------------------------ |
| 1990 | Gonna Make You Sweat (Everybody Dance Now) Gonna Make You Sweat                       | DE1 (19 Wo.)DE | AT1 (13 Wo.)AT | CH1 (17 Wo.)CH | UK3 Gold · (12 Wo.)UK | US1 ×2Doppelplatin · (25 Wo.)US | Erstveröffentlichung: 18. November 1990 feat. Freedom Williams           |
| 1991 | Here We Go (Let’s Rock & Roll) Gonna Make You Sweat                                   | DE14 (12 Wo.)DE | AT24 (4 Wo.)AT | CH11 (11 Wo.)CH | UK20 (7 Wo.)UK | US3 Gold · (20 Wo.)US | Erstveröffentlichung: 3. März 1991 feat. Freedom Williams & Zelma Davis  |
| 1991 | Things That Make You Go Hmmm… Gonna Make You Sweat                                    | DE27 (12 Wo.)DE | — | CH15 (10 Wo.)CH | UK4 (11 Wo.)UK | US4 Gold · (16 Wo.)US | Erstveröffentlichung: 12. Juni 1991 feat. Freedom Williams & Zelma Davis |
| 1991 | Just a Touch of Love (Every Day) Gonna Make You Sweat                                 | — | — | CH21 (1 Wo.)CH | UK31 (3 Wo.)UK | US50 (14 Wo.)US | Erstveröffentlichung: 15. August 1991 1991 feat. Zelma Davis             |
| 1991 | Pride (In the Name of Love) Greatest Remixes Volume 1                                 | — | — | CH27 (2 Wo.)CH | UK15 (5 Wo.)UK | US54 (… Wo.)US | Erstveröffentlichung: 1991 als Clivilles + Cole                          |
| 1992 | A Deeper Love Greatest Remixes Volume 1                                               | DE35 (12 Wo.)DE | — | — | UK15 (5 Wo.)UK | US44 (17 Wo.)US | Erstveröffentlichung: 1992 als Clivilles + Cole                          |
| 1992 | Keep It Comin’ (Dance Till You Can’t Dance No More) Buffy – Der Vampir-Killer (O.S.T) | — | — | — | UK34 (1 Wo.)UK | US83 (6 Wo.)US | Erstveröffentlichung: 1992 feat. Deborah Cooper & Q-Unique               |
| 1994 | Do You Wanna Get Funky Anything Goes!                                                 | DE41 (6 Wo.)DE | — | — | UK27 (3 Wo.)UK | US40 (20 Wo.)US | Erstveröffentlichung: 18. Juli 1994                                      |
| 1994 | Take a Toke / I Found Love Anything Goes!                                             | DE88 (4 Wo.)DE | — | — | UK26 (2 Wo.)UK | — | Erstveröffentlichung: 1994                                               |
| 1995 | I’ll Always Be Around C+C Music Factory                                               | — | — | — | UK42 (2 Wo.)UK | — | Erstveröffentlichung: 1995                                               |

## Auszeichnungen für Musikverkäufe
| Goldene Schallplatte - Australien - 1991: für die Single Gonna Make You Sweat (Everybody Dance Now) - 1991: für die Single Things That Make You Go Hmmm… - Japan - 1991: für die Single Gonna Make You Sweat (Everybody Dance Now) - Neuseeland - 1991: für die Single Things That Make You Go Hmmm… - 1994: für die Single Do You Wanna Get Funky - Spanien - 1991: für das Album Gonna Make You Sweat | Platin-Schallplatte - Australien - 1991: für das Album Gonna Make You Sweat - Japan - 1991: für das Album Gonna Make You Sweat - Neuseeland - 1991: für das Album Gonna Make You Sweat - 1991: für die Single Gonna Make You Sweat (Everybody Dance Now) 4× Platin-Schallplatte - Kanada - 1992: für das Album Gonna Make You Sweat |

Anmerkung: Auszeichnungen in Ländern aus den Charttabellen bzw. Chartboxen sind in ebendiesen zu finden.
| Land/RegionAuszeichnungen für Musikverkäufe (Land/Region, Auszeichnungen, Verkäufe, Quellen) | Gold       | Platin       | Verkäufe  | Quellen                   |
| -------------------------------------------------------------------------------------------- | ---------- | ------------ | --------- | ------------------------- |
| Australien (ARIA)                                                                            | 2× Gold2   | Platin1      | 140.000   | aria.com.au               |
| Japan (RIAJ)                                                                                 | Gold1      | Platin1      | 300.000   | riaj.or.jp                |
| Kanada (MC)                                                                                  | —          | 4× Platin4   | 400.000   | musiccanada.com           |
| Neuseeland (RMNZ)                                                                            | 2× Gold2   | 2× Platin2   | 35.000    | aotearoamusiccharts.co.nz |
| Spanien (Promusicae)                                                                         | Gold1      | —            | 50.000    | mediafire.com             |
| Vereinigte Staaten (RIAA)                                                                    | 2× Gold2   | 7× Platin7   | 8.000.000 | riaa.com                  |
| Vereinigtes Königreich (BPI)                                                                 | 2× Gold2   | —            | 500.000   | bpi.co.uk                 |
| Insgesamt                                                                                    | 10× Gold10 | 15× Platin15 |           |                           |

## Die Arbeit als Remixer und Produzenten für Dritte
Clivillés und Cole machten auch als Remixer anderer Interpreten von sich reden und waren Anfang der 1990er Jahre sehr gefragt:
- No More Games: The Remix Album (1991) von den New Kids on the Block
- Black or White (1992) (The Clivillés & Cole (C&C) Remixes) von Michael Jackson
- Pride von U2
- Pink Cadillac von Natalie Cole
- Can’t Get Enough of Your Love von Taylor Dayne
- Let the Beat Hit Em von Lisa Lisa & Cult Jam
- Emotions und Make It Happen von Mariah Carey

Mariah Carey arbeitete intensiv mit Clivillés & Cole zusammen. Sie ließ sich Lieder von ihnen schreiben und Remixe ihrer Hit-Singles anfertigen. Die Sängerin Deborah Cooper, die bei C+C Music Factory unter Vertrag stand, wirkte auf vielen CDs mit und tourte auch als Backgroundsängerin mit Mariah Carey.

## Trivia
- C+C Music Factory gewannen 35 Musikpreise weltweit, inklusive fünf Billboard Awards, fünf American Music Awards, zwei MTV Video Music Awards und eine Grammy-Nominierung (als bester Neuling).
- Im Jahre 2006 veröffentlichte Bob Sinclar die Single Rock This Party (Everybody Dance Now) mit zahlreichen Samples von C+C Music Factory.
- C+C Music Factory ist die Lieblingsband von „Borat“ Sacha Baron Cohen.
- 1991 absolvierte die Band einen Gastauftritt in der Folge „Ein Babysitter zum Küssen“ der Serie Blossom.
- 1992 erschien das Videospiel Power Factory Featuring C+C Music Factory mit dem die Spielreihe Make My Video begründet wurde.